# Камбре-Диньи, Луиджи Гильельмо де
Луиджи Гильельмо де Камбре-Диньи (итал. Luigi Guglielmo de Cambray-Digny; 8 апреля 1820, Флоренция — 11 декабря 1906, там же) — итальянский государственный деятель.
Пользуясь влиянием на великого герцога Тосканского Леопольда II, старался склонить его к более либеральной и национальной политике. Позже заседал в итальянском парламенте и в 1867—1869 в кабинете Менабреа был министром финансов; много работал над устранением дефицита страны.